# Tourenwagen-Europameisterschaft 2001
Die Tourenwagen-Europameisterschaft 2001 war die erste Europameisterschaft für Tourenwagen seit 1988. Es wurden in zwei Klassen Titel vergeben, einerseits für Supertourenwagen und andererseits für Superproduktionswagen. Bei den Supertourenwagen wurden pro Saisonstation zwei Läufe gefahren, bei den Superproduktionswagen nur einer.
Die Saison umfasste 10 Stationen. Europameister wurden der Italiener Fabrizio Giovanardi bei den Supertourenwagen und der Niederländer Peter Kox bei den Superproduktionswagen.

## ESTC (Supertourenwagen)

### Kalender
| Rennen | Datum         | Land                   | Strecke     | Sieger              | Marke und Modell      |
| ------ | ------------- | ---------------------- | ----------- | ------------------- | --------------------- |
| 1      | 1. April      | Italien                | Monza       | Nicola Larini       | Alfa Romeo 156        |
| 2      | 1. April      | Italien                | Monza       | Gabriele Tarquini   | Honda Accord          |
| 3      | 16. April     | Tschechien             | Brno        | Nicola Larini       | Alfa Romeo 156        |
| 4      | 16. April     | Tschechien             | Brno        | Nicola Larini       | Alfa Romeo 156        |
| 5      | 1. Mai        | Frankreich             | Magny-Cours | Gabriele Tarquini   | Honda Accord          |
| 6      | 1. Mai        | Frankreich             | Magny-Cours | Roberto Colciago    | Audi A4 Quattro       |
| 7      | 13. Mai       | Vereinigtes Königreich | Silverstone | Gabriele Tarquini   | Honda Accord          |
| 8      | 13. Mai       | Vereinigtes Königreich | Silverstone | Gabriele Tarquini   | Honda Accord          |
| 9      | 20. Mai       | Belgien                | Zolder      | Gabriele Tarquini   | Honda Accord          |
| 10     | 20. Mai       | Belgien                | Zolder      | Fabrizio Giovanardi | Alfa Romeo 156        |
| 11     | 1. Juli       | Ungarn                 | Budapest    | Fabrizio Giovanardi | Alfa Romeo 156        |
| 12     | 1. Juli       | Ungarn                 | Budapest    | Roberto Colciago    | Audi A4 Quattro       |
| 13     | 26. August    | Österreich             | A1-Ring     | Gabriele Tarquini   | Honda Accord          |
| 14     | 26. August    | Österreich             | A1-Ring     | Gabriele Tarquini   | Honda Accord          |
| 15     | 9. September  | Deutschland            | Nürburgring | Nicola Larini       | Alfa Romeo 156        |
| 16     | 9. September  | Deutschland            | Nürburgring | Fabrice Walfisch    | Honda Accord          |
| 17     | 30. September | Spanien                | Jarama      | Gabriele Tarquini   | Honda Accord          |
| 18     | 30. September | Spanien                | Jarama      | Gabriele Tarquini   | Honda Accord          |
| 19     | 21. Oktober   | Portugal               | Estoril     | Yvan Muller         | Alfa Romeo 156        |
| 20     | 21. Oktober   | Portugal               | Estoril     | Matt Neal           | Nissan Primera Mark 3 |

### Punktestand

#### Fahrer
| Pl. | Fahrer              | Punkte |
| --- | ------------------- | ------ |
| 1.  | Fabrizio Giovanardi | 620    |
| 2.  | Nicola Larini       | 604    |
| 3.  | Gabriele Tarquini   | 579    |
| 4.  | Fabrice Walfisch    | 434    |
| 5.  | Sandro Sardelli     | 432    |
| 6.  | Roberto Colciago    | 423    |
| 7.  | Gianluca de Lorenzi | 413    |
| 8.  | Paolo Zadra         | 388    |
| 9.  | Eric Cayrolle       | 357    |
| 10. | Mikko Lempinen      | 335    |
| 11. | Angelo Lancelotti   | 323    |
| 12. | Romana Bernardoni   | 289    |

| Pl. | Fahrer             | Punkte |
| --- | ------------------ | ------ |
| 13. | Massimo Pigoli     | 276    |
| 14. | Matt Neal          | 266    |
| 15. | Heinrich Symanzick | 262    |
| 16. | Enrico Toccacelo   | 232    |
| 17. | Gianluca Roda      | 209    |
| 18. | Moreno Soli        | 136    |
| 19. | Sergio Sambataro   | 129    |
| 20. | James Thompson     | 107    |
| 21. | Carl Rosenblad     | 81     |
| 22. | Stefano Valli      | 73     |
| 23. | Felipe Massa       | 71     |
| 24. | Yvan Muller        | 66     |

| Pl. | Fahrer                   | Punkte |
| --- | ------------------------ | ------ |
| 25. | Jan Nilsson              | 62     |
| 26. | Giovanni Gulinelli       | 50     |
| 27. | Jens Edman               | 46     |
| 28. | Antonio Materia          | 36     |
| 29. | Tobias Johansson         | 34     |
|     | Guido Lucchetti Cigarini | 34     |
| 31. | Nelson Clemente          | 32     |
| 32. | Marcus Gustafsson        | 29     |
| 33. | Ettore Bonaldi           | 13     |
| 34. | Alberto Radaelli         | 10     |

#### Teams
| Pl. | Fahrer                    | Punkte |
| --- | ------------------------- | ------ |
| 1.  | Alfa Romeo Team Nordauto  | 1272   |
| 2.  | JAS Engineering Italia IP | 1089   |
| 3.  | Max Team                  | 745    |
| 4.  | AGS Motorsport            | 709    |
| 5.  | Conrero                   | 618    |
| 6.  | GDL Racing                | 610    |

| Pl. | Fahrer               | Punkte |
| --- | -------------------- | ------ |
| 7.  | PRO Motorsport       | 432    |
| 8.  | Lehtonen Motorsport  | 335    |
| 9.  | RJN Motorsport       | 266    |
| 10. | RaceLine Racing Team | 262    |
| 11. | Greyhound Motorsport | 209    |
| 12. | Racing Box           | 129    |

| Pl. | Fahrer                       | Punkte |
| --- | ---------------------------- | ------ |
| 13. | Crawford Nissan Racing       | 110    |
| 14. | Volvo S40 Racing Team Sweden | 108    |
| 15. | Antonio Materia              | 36     |
| 16. | Brovallen Motorsport         | 34     |
|     | P.S.G.R. – Nath Racing       | 34     |

## ESPC (Superproduktionswagen)

### Kalender
| Rennen | Datum         | Land                   | Strecke     | Sieger            | Marke und Modell      |
| ------ | ------------- | ---------------------- | ----------- | ----------------- | --------------------- |
| 1      | 1. April      | Italien                | Monza       | Peter Kox         | BMW 320i E46          |
| 2      | 16. April     | Tschechien             | Brno        | Peter Kox         | BMW 320i E46          |
| 3      | 1. Mai        | Frankreich             | Magny-Cours | Duncan Huisman    | BMW 320i E46          |
| 4      | 13. Mai       | Vereinigtes Königreich | Silverstone | Peter Kox         | BMW 320i E46          |
| 5      | 20. Mai       | Belgien                | Zolder      | Duncan Huisman    | BMW 320i E46          |
| 6      | 1. Juli       | Ungarn                 | Budapest    | Duncan Huisman    | BMW 320i E46          |
| 7      | 26. August    | Österreich             | A1-Ring     | Norman Simon      | BMW 320i E46          |
| 8      | 9. September  | Deutschland            | Nürburgring | Tommy Rustad      | Nissan Primera Mark 3 |
| 9      | 30. September | Spanien                | Jarama      | Tommy Rustad      | Nissan Primera Mark 3 |
| 10     | 21. Oktober   | Portugal               | Estoril     | Gianni Morbidelli | BMW 320i E46          |

### Punktestand

#### Fahrer
| Pl. | Fahrer               | Punkte |
| --- | -------------------- | ------ |
| 1.  | Peter Kox            | 117    |
| 2.  | Duncan Huisman       | 114    |
| 3.  | Tommy Rustad         | 88     |
| 4.  | Norman Simon         | 79     |
| 5.  | Gianni Morbidelli    | 75     |
| 6.  | Paolo Ruberti        | 48     |
| 7.  | Per-Gunnar Andersson | 46     |
| 8.  | Tobia Masini         | 43     |
| 9.  | Luis Villamil        | 29     |

| Pl. | Fahrer             | Punkte |
| --- | ------------------ | ------ |
| 10. | James Hanson       | 24     |
|     | Stefano Gabellini  | 24     |
| 12. | Tom Ferrier        | 22     |
| 13. | Sandor van Es      | 15     |
| 14. | Fulvio Cavicchi    | 13     |
| 15. | Tom Coronel        | 12     |
| 16. | Donald Molenaar    | 10     |
| 17. | Jean-Michel Martin | 9      |
|     | Guino Kenis        | 9      |

| Pl. | Fahrer           | Punkte |
| --- | ---------------- | ------ |
| 19. | Salvatore Tavano | 8      |
| 20. | Markus Palttala  | 7      |
| 21. | Frédéric Bouvy   | 6      |
| 22. | Simone Di Luca   | 5      |
| 23. | Ettore Bonaldi   | 4      |
| 24. | Matthew Kelly    | 2      |
| 25. | Patrick Beliën   | 1      |

#### Teams
| Pl. | Fahrer            | Punkte |
| --- | ----------------- | ------ |
| 1.  | Carly Motorsport  | 199    |
| 2.  | Motorsport        | 196    |
| 3.  | CiBiEmme Team     | 139    |
| 4.  | RJN Motorsport    | 95     |
| 5.  | Edenbridge Racing | 46     |

| Pl. | Fahrer                      | Punkte |
| --- | --------------------------- | ------ |
| 6.  | Tobia Masini                | 43     |
| 7.  | Club Jarama RACE            | 29     |
| 8.  | Conrero                     | 25     |
| 9.  | Renault Dealer Team Holland | 10     |
| 10. | GDL Racing                  | 7      |